# Neohyssura skolops
Neohyssura skolops is een pissebed uit de familie Hyssuridae. De wetenschappelijke naam van de soort is voor het eerst geldig gepubliceerd in 1978 door Kensley.